# Rybaki (województwo lubuskie)
Rybaki (dawna niem. nazwa Schönfeld) – wieś w Polsce, położona w województwie lubuskim, w powiecie krośnieńskim, w gminie Maszewo.
Prawdopodobnie Rybaki zostały założone w trakcie niemieckiej kolonizacji przeprowadzonej w XIII wieku. Nazwę wsi jako Schonfelt odnotowano około 1300 roku. Margrabia Jan brandenburski w 1484 roku przekazał miejscowość na własność klasztorowi w Neuzelle. W późniejszym okresie swoje dobra posiadali tutaj członkowie rodziny von Löben, a wśród nich Friedrich (około przełomu XVI i XVII wieku) i jego syn, późniejszy starosta Krosna Odrzańskiego. Dobra szlacheckie w XVIII wieku zamieniono na mieszczańskie. Wieś liczyła w 1800 roku 786 mieszkańców. Ziemia w Rybakach została podzielona wśród luźnych rolników po 1850 roku. W 1879 roku odnotowano, że w drugiej połowie XIX wieku znajdowały się tu fabryka krochmalu i cegielnia. 
W latach 1975–1998 miejscowość położona była w województwie zielonogórskim.
Odkrycie ropy naftowej na terenie miejscowości doprowadziło do powstania w latach 60. XX w. Przedsiębiorstwa Poszukiwań Naftowych w Zielonej Górze.
W miejscowości znajduje się kościół szachulcowy z XVII wieku. Znajduje się tutaj również cmentarz żydowski.
W Rybakach swoją siedzibę ma klub piłkarski KS Nafta Rybaki.
Znajduje się tutaj także remiza lokalnej ochotniczej straży pożarnej.

## Zabytki
Do wojewódzkiego rejestru zabytków wpisany jest:
- kościół filialny pw. Najświętszego Serca Pana Jezusa, który obecnie należy do parafii w Maszewie, został wzniesiony w 1677 roku przez barona Johanna Friedricha von Löbena jako protestancki zbór[4]. Zbudowany został w konstrukcji szachulcowej, a w XVIII wieku został obmurowany cegłą. Świątynia około 1680 roku otrzymała barokowe wyposażenie wraz z lożami kolatorskimi. W drugiej połowu XVIII wieku ufundowano ołtarz ambonowy[4]. Dobudowano po 1930 roku kruchtę, której grube ściany pełniły i nadal pełnią funkcję przypór, a na terenie cmentarza przykościelnego wzniesiono niewielki budynek murowany[4]. Świątynia po II wojnie światowej była przez katolików kilkakrotnie remontowana. Podczas remontów otynkowano jej wnętrze zasłaniając konstrukcję szkieletową ścian. W łozach kolatorskich na emporze południowej usunięto szklenie gomółkowe, ołtarz ambonowy przekształcono, a oryginalną posadzkę ceramiczną usunięto[4]. Jest to jednonawowa budowla założona na planie prostokąta i zamknięta trójbocznie od prezbiterialnej strony. Wspólny dach wielospadowy nakrywa korpus nawowy ze wschodnią częścią prezbiterialną. Czworoboczna wieża, która wznosi się nad częścią zachodnią nakryta jest dachem dwuspadowym. Okna posiadają prostokątny kształt, a część z nich znajduje się w łukowato zamkniętych wnękach[4]. Wnętrze świątyni jest przykryte drewnianym stropem i posiada zachowane empory z malowidłami o tematyce biblijnej, umieszczone na parapetach[4]. Malowidła na emporach przedstawiają m.in. Ostatnią Wieczerzę, Modlitwę w Ogrójcu, Chrystusa przed Piłatem, Złożenie do grobu, Wniebowstąpienie, Sąd Ostateczny[9]. Interesującym obiektem jest ołtarz boczny z drugiej połowy wieku XVIII oraz olejny portret Friedricha von Löbena, namalowany na cynkowej blasze. Jest również tkwiący w drzwiach do zakrystii barokowy zamek natomiast w wieży wisi dzwon z 1667 roku[9]. Znajdowały się kiedyś w świątyni dwie tablice epitafijne przedstawicieli rodziny von Löben oraz portret Marii Anny von Rechenberg, jednak przekazano je na początku XX wieku do jednego z berlińskich muzeów[9].